# 金沙江岩画
金沙江岩画是分布于青藏高原东南缘川滇藏交界处金沙江及其支流沿岸的史前岩画群，以彩绘岩画为主，主要由狩猎采集人群创作。自1988年首次发现以来，已发现70余处（另说80余处）岩画点，内容涵盖野生动物、人物、狩猎工具及抽象符号。金沙江岩画是东亚大陆有绝对测年数据的最古老彩绘岩画，对虎跳峡万人洞岩画点的高精度铀系测年为距今约13580至8700年，处于更新世末期至全新世早期。2013年，香格里拉市与玉龙县境内的金沙江岩画被列为第七批全国重点文物保护单位。

## 分布
金沙江岩画分布于青藏高原东南缘川滇藏交界处金沙江及其支流沿岸，分布范围为东经99°72'—101°32'，北纬26°55'—28°09'，主要分布在云南省迪庆藏族自治州香格里拉市的金江镇、三坝乡、洛吉乡，丽江市玉龙纳西族自治县的大具乡、奉科镇、宝山乡、鸣音镇、古城区的大东乡和宁蒗彝族自治县的翠玉乡、金棉乡境内。在云南省楚雄彝族自治州永仁县境内的金沙江支流白马河沿岸，四川省甘孜藏族自治州稻城县、凉山彝族自治州木里藏族自治县的金沙江支流通天河沿岸亦有少量分布。所处海拔为1342米至3200米。
岩画多绘制在临江崖壁上，距江面直线距离为20至2000米不等，多绘于岩厦背阴处或岩洞内壁、洞内岩石上。选址多邻近古代野兽活动密集区，或狩猎要道。

## 内容
金沙江岩画的内容包括野生动物、人物、狩猎工具及抽象符号等。其中以野牛、鹿、岩羊、山羊、野猪、鹿、猴等野生动物为主；而人物图像极少，且体型矮小、不占主要位置。狩猎工具图像包括石器、弓箭、刀剑、木棍、猎网等。
岩画所用颜料由赤铁矿或氧化铁矿混合动物血调制而成，以朱红色为主。部分岩画点出现不同颜色勾勒的痕迹叠压的现象。

## 年代
2022年，云南省文物考古研究所与南京师范大学、武汉大学等单位合作，在《考古科学杂志》发表研究成果，采用铀系法对碳酸盐沉积物进行测年，重建出虎跳峡万人洞岩画的三个绘制阶段：距今13000至13580年、距今10540至10830年及距今8370至8700年。2023年云南省文物考古研究所、南京师范大学及澳大利亚格里菲斯大学等单位使用铀系法对白云湾岩画的测年结果为距今7090至8930年，大致对应万人洞岩画的晚期阶段。

## 延伸阅读
- 李钢; 和力民 (编). . 昆明: 云南科技出版社. 2017. ISBN 978-7-5587-0751-3.
- 和仕勇 (编). . 昆明: 云南人民出版社. 2011. ISBN 978-7-222-08783-5.
- 汤惠生. . 西安: 西北大学出版社. 2023. ISBN 978-7-5604-5189-3.